# 高山市立本郷小学校
高山市立本郷小学校 （たかやましりつ ほんごうしょうがっこう）は、岐阜県高山市にある公立小学校。
校区は上宝町新田、上宝町荒原、上宝町岩井戸、上宝町芋生茂、上宝町金木戸、上宝町葛山、上宝町蔵柱、上宝町在家、上宝町下佐谷、上宝町双六、上宝町長倉、上宝町中山、上宝町鼠餅、上宝町本郷、上宝町見座、上宝町宮原及び上宝町吉野であり、旧・吉城郡上宝村北西部に該当する。

## 沿革
- 1874年（明治7年）3月 - 本郷村に本郷学校が開校する。校区は在家村、本郷村、吉野村、宮原村、新田村、見座村、双六村、中山村、金木戸村。
- 1875年（明治8年） - 平湯村、一重ヶ根村、神坂村、栃尾村、今見村、田頃家村、柏当村、蓼之俣村、笹島村、赤桶村、福地村、中尾村、下佐谷村、苧生茂村、葛山村、鼠餅村、新田村、長倉村、岩井戸村、在家村、本郷村、吉野村、上灘村、見座村、宮原村、双六村、中山村、桃原村、荒原村、蔵柱村、金木戸村が合併し、上宝村が発足。
- 1883年（明治15年） - 宮原学校を分離する。
- 1886年（明治19年） - 本郷簡易科小学校に改称する。
- 1892年（明治25年） - 本郷尋常小学校に改称する。
- 1900年（明治33年） - 上宝尋常小学校に改称する。
- 1908年（明治41年） - 上宝尋常小学校、長倉尋常小学校、双六尋常小学校、宮原学校の統合が計画されるが、反対運動が発生。翌年まで村、学校、保護者の間で紛糾する事態となる（学校騒動）。
- 1909年（明治42年）
  - 4月 - 宮原学校を統合。上宝第一尋常小学校に改称する。
  - 7月 - 上宝第一尋常高等小学校に改称する。
- 1912年（明治45年） - 農業補習学校を併設する。
- 1926年（大正15年） - 青年訓練所を併設する。
- 1935年（昭和10年） - 青年学校を併設する。
- 1941年（昭和16年）4月1日 - 上宝第一国民学校に改称する。
- 1947年（昭和22年）4月1日 - 上宝村立上宝第一小学校に改称する。
- 1959年（昭和34年）4月 - 上宝村立本郷小学校に改称する。
- 1964年（昭和39年）4月 - 蓑谷地区[注釈 1]の丹生川村立国見小学校への委託を解消し、蓑谷地区は本郷小学校への通学となる。
- 1965年（昭和40年）4月 - 双六小学校を統合する。
- 1968年（昭和43年）4月 - 長倉小学校を統合する。長倉小学校大原冬季分校は本郷小学校へ移管される。
- 1969年（昭和44年）3月 - 大原冬季分校を廃止。
- 1975年（昭和50年）4月 - 蔵柱小学校を統合する。新校舎（鉄筋コンクリート造）が完成する。
- 2005年（平成17年）2月1日 - 上宝村が高山市に編入される。同時に高山市立本郷小学校に改称する。